# Parallel Universe
«Parallel Universe» es un sencillo  de la banda californiana Red Hot Chili Peppers de su álbum de 1999, Californication. Aunque nunca fue lanzada en un sencillo en CD, llegó al puesto número 37 en el US Modern Rock Tracks.
Es la segunda canción del álbum y una de las más potentes, en términos de distorsión. La línea del bajo es menos similar al funk, logrando una atmósfera mucho más oscura. La forma de cantar de Anthony Kiedis es más fría durante los versos, aproximada a tonos melódicos. Las letras de la canción hablan sobre temas más oscuros e introspectivos que el promedio general de las canciones de la banda.
A pesar de ser solo un sencillo promocional, "Parallel Universe" es una de las canciones favoritas de la banda en los conciertos y ha sido tocada al menos 230 veces desde su publicación convirtiéndose en una las canciones más veces representada en vivo desde su aparición en 1998. No existe un video musical oficial de esta canción.
- Datos: Q2336448